# Yamaha XJ6
 (mars 2020).
Si vous disposez d'ouvrages ou d'articles de référence ou si vous connaissez des sites web de qualité traitant du thème abordé ici, merci de compléter l'article en donnant les références utiles à sa vérifiabilité et en les liant à la section « Notes et références ».
La XJ6 est un modèle de moto du constructeur japonais Yamaha.
Elle apparaît en 2009 pour offrir une alternative moins sportive et plus abordable à la FZ6. Le moteur est dérivé de la FZ6 Fazer, lui-même alors issu de la Yamaha R6, pour lui apporter plus de souplesse avec une puissance contenue.
Cette moto est par son nom une ré-édition de la Yamaha XJ600 et de ses variantes produites entre 1984 et 2002.
Disponible en version bridée à 34 chevaux (MTT1), elle est de ce fait très prisée des jeunes permis et des moto-écoles grâce à sa maniabilité. En version libre, le livret constructeur la donne pour 78 chevaux (livret constructeur 2009 - 2013), puis 77,5 chevaux (livret après 2013).
La gamme XJ6 s'est déclinée en trois modèles, version « naked » XJ6, carénée XJ6 Diversion (S) et carénage complet XJ6 Diversion F. Chacun des modèles dispose en option de l'ABS.
La XJ6 a été produite de 2009 à 2016. L'année 2017 marque la fin de la production de ce modèle dans toutes ses versions, retirées du catalogue Yamaha à la suite de l'adoption de la norme européenne Euro 4. Quelques unités continueront d'êtres vendues neuves dans les concessions pour écouler les stocks pendant le début d'année.

## XJ6
La XJ6 est disponible en blanc, rouge, noir ou « race blue » (noire avec détails bleus).

## XJ6 Diversion
La XJ6 Diversion dispose d'une tête de fourche sur laquelle les rétroviseurs sont déportés. Elle est également munie d'une bulle et de la béquille centrale de série. Le modèle est disponible en noir, bleu, blanc, rouge  ou « race blue ».

## XJ6 Diversion F
La XJ6 Diversion F apparaît un an après les deux premiers modèles, en 2010. Le carénage est augmenté, de la tête de fourche au sabot moteur. Disponible en blanc, noir ou bleu.